# コール・ミー (ペトゥラ・クラークの曲)
「コール・ミー」（Call Me）は、トニー・ハッチが作詞作曲した楽曲。ペトゥラ・クラークが1965年に発表。同年に発表されたクリス・モンテスのバージョンがビルボード・イージーリスニング・チャートで2位を記録。本作品のヒットにより、モンテスは自己のスタイルを確立した。多数の歌手にカバーされている。

## 概要
ペトゥラ・クラークが1965年5月に発表したアルバム『The New Petula Clark Album』に収録された（米国盤のタイトルは『I Know a Place』）。クラークは同時期に4曲入りのEP盤「Call Me」も発売している。
1962年に「Let's Dance」の大ヒットを飛ばしたクリス・モンテスはその後、クライド・マクファターやサム・クック、プラターズ、ザ・ミラクルズらのツアーに同行した。また、1964年にはトミー・ロウとともにイギリスに渡り、ビートルズのツアーの前座を務めた。1965年に本国に戻ると、レコード会社をA&Mレコードに移籍した。モンテスは従前どおりロックンロールの形式でやることを望み、「Let's Dance」の成功にあやかろうとしたが、A&Mレコードの創立者の一人であるハーブ・アルパートは別のアプローチを提案した。すなわちミドル・オブ・ザ・ロード（イージーリスニング）であり、ソフト・バラードのサウンドであった。モンテスは最初は気がすすまなかったが、結局アルパートの考えにしたがった。
1965年11月、シングルとして発売。編曲もプロデュースもアルパートが務めた。ビルボード・Hot 100で22位、ビルボード・イージーリスニング・チャートで2位を記録した。

## その他のバージョン
- トリニ・ロペス - 1966年のアルバム『Trini』に収録。
- ジャッキー・デシャノン - 1966年のアルバム『Are You Ready For This?』に収録。
- フランク・シナトラ - 1966年のアルバム『夜のストレンジャー』に収録。
- ナンシー・シナトラ - 1966年のアルバム『How Does That Grab You?』に収録。
- ブライアン・ハイランド - 1966年のアルバム『The Joker Went Wild』に収録。
- ルル - 1966年のシングル。
- ボビー・ヴィントン - 1967年のアルバム『Sings the Newest Hits』に収録。
- アストラッド・ジルベルト - 1967年のアルバム『A Certain Smile, a Certain Sadness』に収録。
- ヴィッキー・カー - 1967年のアルバム『Intimate Excitement』に収録。
- シャーリー・バッシー - 1968年のアルバム『12 of Those Songs』に収録。
- スプリームス&フォー・トップス - 1971年のアルバム『The Return of the Magnificent Seven』に収録。